# Pachyderme
Pachyderme is een Franse korte animatiefilm geregisseerd door Stéphanie Clément.

## Verhaal
Net als elke zomer verblijft Louise een paar dagen bij haar grootouders op het platteland tijdens de vakantie. Het zal sneeuwen op het hoogtepunt van de zomer en er gaat een monster sterven.

## Release en ontvangst
De film ging op 24 april 2022 in première op het Nationaal animatiefestival van Rennes. In 2024 ontving de film een Oscarnominatie voor Beste korte animatiefilm.

## Prijzen en nominaties
De belangrijkste:
| Jaar | Prijs          | Categorie                | Genomineerde(n)          | Uitslag     |
| ---- | -------------- | ------------------------ | ------------------------ | ----------- |
| 2024 | Academy Awards | Beste korte animatiefilm | Beste korte animatiefilm | Genomineerd |